# Eccellenza Toscana 1996-1997
Il campionato italiano di calcio di Eccellenza regionale 1996-1997 è stato il sesto organizzato in Italia. Rappresenta il sesto livello del calcio italiano.
Questo è il campionato regionale della regione Toscana.

## Girone A

### Squadre partecipanti
| Squadra                   | Città                       |
| ------------------------- | --------------------------- |
| S.S. Argentario           | Porto Santo Stefano (GR)    |
| Armando Picchi Calcio     | Livorno (LI)                |
| U.S. Art. Ind. Larcianese | Larciano (PT)               |
| Pol. Cappiano Romaiano    | Ponte a Cappiano (FI)       |
| Pol. Cascina              | Cascina (PI)                |
| A.S. Cuoiopelli           | Santa Croce sull'Arno (PI)  |
| S.S. Folgor Marlia        | Capannori (LU)              |
| U.S. Forte dei Marmi      | Forte dei Marmi (LU)        |
| U.S. Fucecchio 1903       | Fucecchio (FI)              |
| U.S. Isola d'Elba         | Capoliveri (LI)             |
| U.S. Perignano            | Lari (Italia) (PI)          |
| U.S. San Marco Avenza     | Avenza (MS)                 |
| A.C. Torrelaghese         | Torre del Lago Puccini (LU) |
| G.S. Tuttocalzatura       | Castelfranco di Sotto (PI)  |
| A.S. Venturina            | Venturina (LI)              |
| U.S. Versilia             | Pietrasanta (LU)            |

### Classifica finale
|  | Pos. | Squadra              | Pt | G  | V  | N  | P  | GF | GS | DR  |
|  | ---- | -------------------- | -- | -- | -- | -- | -- | -- | -- | --- |
|  | 1.   | Venturina            | 60 | 30 | 16 | 12 | 2  | 44 | 18 | +26 |
|  | 2.   | Ard. Ind. Larcianese | 51 | 30 | 13 | 12 | 5  | 43 | 22 | +21 |
|  | 3.   | Armando Picchi       | 48 | 30 | 13 | 9  | 8  | 34 | 24 | +10 |
|  | 4.   | Fucecchio            | 45 | 30 | 11 | 12 | 7  | 33 | 28 | +5  |
|  | 5.   | Cuoiopelli           | 43 | 30 | 10 | 13 | 7  | 40 | 30 | +10 |
|  | 6.   | Cascina              | 43 | 30 | 10 | 13 | 7  | 31 | 26 | +5  |
|  | 7.   | Versilia             | 40 | 30 | 10 | 10 | 10 | 30 | 23 | +7  |
|  | 8.   | Cappiano Romaiano    | 39 | 30 | 8  | 15 | 7  | 21 | 19 | +2  |
|  | 9.   | Folgor Marlia        | 39 | 30 | 10 | 9  | 11 | 38 | 39 | -1  |
|  | 10.  | Tuttocalzatura       | 37 | 30 | 9  | 10 | 11 | 29 | 34 | -5  |
|  | 11.  | San Marco Avenza     | 37 | 30 | 7  | 10 | 13 | 26 | 34 | -8  |
|  | 12.  | Forte dei Marmi      | 36 | 30 | 9  | 9  | 12 | 21 | 31 | -10 |
|  | 13.  | Isola d'Elba         | 35 | 30 | 9  | 8  | 13 | 36 | 46 | -10 |
|  | 14.  | Perignano            | 34 | 30 | 5  | 19 | 6  | 29 | 28 | +1  |
|  | 15.  | Argentario           | 25 | 30 | 5  | 10 | 15 | 31 | 52 | -21 |
|  | 16.  | Torrelaghese         | 21 | 30 | 5  | 6  | 19 | 26 | 58 | -32 |

## Girone B

### Squadre partecipanti
| Squadra                      | Città                           |
| ---------------------------- | ------------------------------- |
| S.S. Castelfiorentino        | Castelfiorentino (FI)           |
| S.C. Cerretese               | Cerreto Guidi (FI)              |
| A.S. Certaldo                | Certaldo (FI)                   |
| U.S. Cortona Camucia         | Cortona (AR)                    |
| A.C. Dante                   | Arezzo (AR)                     |
| A.S. Figline                 | Figline Valdarno (FI)           |
| Pol. Firenze Ovest           | Firenze (FI)                    |
| U.S. Grassina                | Grassina (FI)                   |
| A.C. Lanciotto               | Campi Bisenzio (FI)             |
| A.C. Marino Mercato Subbiano | Subbiano (AR)                   |
| Pol.Nuova Società Chiusi     | Chiusi (SI)                     |
| G.S. San Quirico d'Orcia     | San Quirico d'Orcia (SI)        |
| A.C. Sansovino               | Monte San Savino (AR)           |
| A.S. Scandicci Calcio        | Scandicci (FI)                  |
| U.S. Tegoleto                | Civitella in Val di Chiana (AR) |
| A.S. Virtus Chianciano       | Chianciano Terme (SI)           |

### Classifica finale
|  | Pos. | Squadra                 | Pt | G  | V  | N  | P  | GF | GS | DR  |
|  | ---- | ----------------------- | -- | -- | -- | -- | -- | -- | -- | --- |
|  | 1.   | Castelfiorentino        | 62 | 30 | 17 | 11 | 2  | 56 | 14 | +42 |
|  | 2.   | Grassina                | 55 | 30 | 14 | 13 | 3  | 35 | 16 | +19 |
|  | 3.   | Sansovino               | 53 | 30 | 15 | 8  | 7  | 37 | 20 | +17 |
|  | 4.   | Figline                 | 45 | 30 | 10 | 15 | 5  | 24 | 18 | +6  |
|  | 5.   | Cerretese               | 44 | 30 | 10 | 14 | 6  | 38 | 29 | +9  |
|  | 6.   | Firenze Ovest           | 43 | 30 | 11 | 10 | 9  | 45 | 45 | 0   |
|  | 7.   | Cortona Camucia         | 42 | 30 | 11 | 9  | 10 | 40 | 40 | 0   |
|  | 8.   | Marino Mercato Subbiano | 41 | 30 | 10 | 11 | 9  | 28 | 27 | +1  |
|  | 9.   | Dante                   | 33 | 30 | 7  | 12 | 11 | 22 | 27 | -5  |
|  | 10.  | San Quirico d'Orcia     | 33 | 30 | 7  | 12 | 11 | 27 | 35 | -8  |
|  | 11.  | Lanciotto               | 32 | 30 | 7  | 11 | 12 | 27 | 35 | -8  |
|  | 12.  | Certaldo                | 32 | 30 | 6  | 14 | 10 | 24 | 29 | -5  |
|  | 13.  | Nuova Società Chiusi    | 32 | 30 | 8  | 8  | 14 | 35 | 50 | -15 |
|  | 14.  | Virtus Chianciano       | 32 | 30 | 8  | 8  | 14 | 26 | 47 | -21 |
|  | 15.  | Scandicci               | 30 | 30 | 8  | 6  | 16 | 33 | 46 | -13 |
|  | 16.  | Tegoleto                | 27 | 30 | 7  | 6  | 17 | 19 | 38 | -19 |

### Spareggi

#### Spareggio salvezza
| Squadra 1            | Risultato | Squadra 2         |
| -------------------- | --------- | ----------------- |
| Nuova Società Chiusi | 2 - 0     | Virtus Chianciano |